# Eria
Der Río Eria ist ein Nebenfluss des Río Órbigo in den spanischen Provinzen León und Zamora in der Autonomen Region Kastilien-León.

## Verlauf
Der Río Eria entspringt – je nach Regenwassermengen in einer Höhe von ca. 1500 bis 1800 Metern ü. d. M. – auf dem Gebiet der Gemeinde Truchas und fließt zunächst in östliche, später dann in südöstliche Richtung; etwa drei Kilometer südöstlich des Ortes Morales del Rey mündet er in den Río Órbigo.

## Orte am Fluss
- Truchas
- Nogarejas
- Castrocalbón
- San Esteban de Nogales
- Arrabalde
- Villaferrueña
- Santa María de la Vega
- Morales del Rey

## Nebenflüsse
- Río Truchillas

## Sehenswürdigkeiten
Vor allem der Oberlauf des Flusses ist landschaftlich durchaus reizvoll und bei Anglern beliebt; die Gemeinden und Dörfer an seinen Ufern bieten Ferienwohnungen (casas rurales) zur Vermietung an. In den Gemeinden Arrabalde und Morales del Rey finden sich die (rekonstruierten) Überreste zweier Großsteingräber.